# Pushin' Weight
"Pushin' Weight" é um single do rapper Ice Cube do seu quinto álbum de estúdio War & Peace Vol. 1 (The War Disc), lançado em 1998. A canção é uma colaboração com o rapper Mr. Short Khop. Um videoclipe para o single foi lançado, dirigido por Gregory Dark.
Pushin' Weight ficou no topo da U.S. Rap, na 12ª posição da U.S. R&B e na 26ª posição da Billboard Hot 100.

## Lista de faixas
1. Pushin' Weight (LP Version)	(4:45)
2. Pushin' Weight (Instrumental)	(4:47)
3. Pushin' Weight (Radio Version)	(4:12)
4. Ghetto Vet (LP Version)  	(4:36)
5. Ghetto Vet (Instrumental)	(4:36)
6. Ghetto Vet (Radio Version)     (4:36)

## Posições nas paradas
| Parada            | Posição |
| ----------------- | ------- |
| Billboard Hot 100 | #26     |
| Hot R&B/Hip-Hop   | #12     |
| Hot Rap Singles   | #1      |